# Caja sorpresa

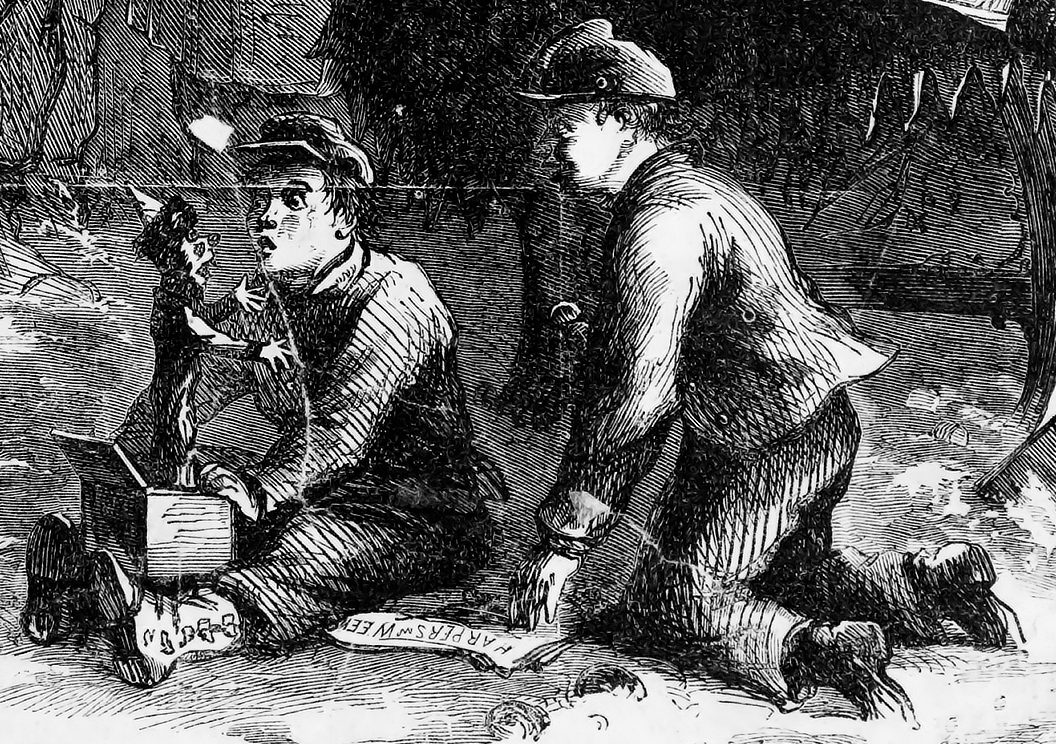
Dos niños jugando con una caja sorpresa

Una caja sorpresa es un juguete infantil que por fuera tiene el aspecto de una caja con una manivela. Cuando se gira esta, suena una melodía (con frecuencia se trata de la canción Pop goes the Weasel). Al final de la melodía se abre la caja de repente y salta un muñeco (la mayoría de las veces un payaso) accionado por un muelle. En el ámbito anglófono, este juguete suele denominarse Jack-in-the-Box.

## Origen del juguete
Existen diferentes teorías acerca del origen de este juguete.
Una es que fue creada siguiendo el modelo de Sir John Schorne, un prelado inglés que vivió en el siglo XIII, a quien se solía representar sosteniendo una bota con un diablo dentro. Según la creencia popular, este prelado capturó en su día a un diablo con una bota para proteger a la aldea de North Marston situada en Buckinghamshire. 
Otra teoría se remonta a Peter Patterson, un político y hombre de negocios estadounidense y proyecta una imagen algo más oscura de esta historia. Según esta, el muñeco de la caja sorpresa no es un payaso ni un diablo, sino que en verdad se trata de esclavos fugados (o jacks, como se los denomina en la jerga). Así pues, el primer  "Jack-in-the-Box" fue un esclavo vivo y fugado que fue encerrado en una caja de madera, y de ahí se pasó a este juguete que debía procurar alegría a los niños que jugaban con la caja. 
Al recordar los juguetes de su infancia, un fabricante inglés de juguetes comenzó con la primera fabricación y con la venta de payasos de caja de sorpresa. El primer muñeco diablo fue un gracioso hombre negro sobre un muelle. Esta caja sorpresa se convirtió enseguida en un regalo muy popular para celebrar el Año Nuevo. Los hombres negros fueron sustituidos paulatinamente por payasos.